# Шуляк Микола Данилович
Мико́ла Дани́лович Шуля́к (1890, Конотоп — 1966, Конотоп) — український бандурист, співак (баритон) і майстер з виготовлення бандур.

## Життєпис
Працював столяром на Конотопському паровозоремонтному заводі, захоплювався виготовленням бандур, на яких віртуозно грав. Володів чудовим голосом (баритон).
Ще 1914 року виявив свою проукраїнську позицію, сфотографувавшись з групою конотопських робітників біля портрета Тараса Шевченка.
Був активним учасником міської капели бандуристів «Відродження», учителем бандуриста Олександра Ковшара, якому й виготовив його першу бандуру.
9 травня 1938 року заарештований, лінійним судом Московсько-Київської залізниці 18 лютого 1939 року за ст. 54-10 ч. 1 КК УРСР засуджений до позбавлення волі на 10 років. Відсидів у таборах 15 років.
На засланні виготовив собі нову бандуру, з якою повернувся додому, а згодом здав її в музей.
Реабілітований 13 квітня 1993 року прокуратурою Сумської області.